# Gran Premi del Canadà del 1993
Resultats del Gran Premi del Canadà de Fórmula 1 de la temporada 1993, disputat al circuit urbà de Gilles Villeneuve a Mont-real el 13 de juny del 1993.

## Resultats de la cursa
| Pos | No | Pilot                | Equip                    | Voltes | Temps/ Retir.  | Pos. de sort. | Punts |
| --- | -- | -------------------- | ------------------------ | ------ | -------------- | ------------- | ----- |
| 1   | 2  | Alain Prost          | Williams - Renault       | 69     | 1h 36' 42. 1   | 1             | 10    |
| 2   | 5  | Michael Schumacher   | Benetton - Ford          | 69     | + 14.527 s     | 3             | 6     |
| 3   | 0  | Damon Hill           | Williams - Renault       | 69     | + 52.685 s     | 2             | 4     |
| 4   | 28 | Gerhard Berger       | Ferrari                  | 68     | + 1 Volta      | 5             | 3     |
| 5   | 25 | Martin Brundle       | Ligier - Renault         | 68     | + 1 Volta      | 7             | 2     |
| 6   | 29 | Karl Wendlinger      | Sauber                   | 68     | + 1 Volta      | 9             | 1     |
| 7   | 30 | Jyrki Järvilehto     | Sauber                   | 68     | + 1 Volta      | 11            |       |
| 8   | 20 | Érik Comas           | Larrousse - Lamborghini  | 68     | + 1 Volta      | 13            |       |
| 9   | 23 | Christian Fittipaldi | Minardi - Ford           | 67     | + 2 Voltes     | 17            |       |
| 10  | 12 | Johnny Herbert       | Lotus - Ford             | 67     | + 2 Voltes     | 20            |       |
| 11  | 11 | Alex Zanardi         | Lotus - Ford             | 67     | + 2 Voltes     | 21            |       |
| 12  | 25 | Thierry Boutsen      | Jordan - Hart            | 67     | + 2 Voltes     | 24            |       |
| 13  | 10 | Aguri Suzuki         | Footwork - Mugen - Honda | 66     | + 3 Voltes     | 16            |       |
| 14  | 7  | Michael Andretti     | McLaren - Ford           | 66     | + 3 Voltes     | 12            |       |
| 15  | 22 | Luca Badoer          | Lola - Ferrari           | 65     | + 4 Voltes     | 25            |       |
| 16  | 9  | Derek Warwick        | Footwork - Mugen - Honda | 65     | + 4 Voltes     | 18            |       |
| 17  | 3  | Ukyo Katayama        | Tyrrell - Yamaha         | 64     | + 5 Voltes     | 22            |       |
| 18  | 8  | Ayrton Senna         | McLaren - Ford           | 62     | Part elèctrica | 8             |       |
| Ret | 6  | Riccardo Patrese     | Benetton - Ford          | 52     | Probl. físics  | 4             |       |
| Ret | 4  | Andrea de Cesaris    | Tyrrell - Yamaha         | 45     | Virolla        | 19            |       |
| Ret | 24 | Fabrizio Barbazza    | Minardi - Ford           | 33     | Caixa canvi    | 23            |       |
| Ret | 27 | Jean Alesi           | Ferrari                  | 33     | Motor          | 6             |       |
| Ret | 26 | Mark Blundell        | Ligier - Renault         | 13     | Virolla        | 10            |       |
| Ret | 14 | Rubens Barrichello   | Jordan - Hart            | 10     | Part elèctrica | 14            |       |
| Ret | 19 | Philippe Alliot      | Larrousse - Lamborghini  | 8      | Motor          | 15            |       |

## Altres
- Pole: Alain Prost 1' 18. 987
- Volta ràpida: Michael Schumacher 1' 21. 500 (a la volta 57)